# Германов, Вадим Евгеньевич
Вади́м Евге́ньевич Ге́рманов (род. 18 апреля 1966, Череповец, Вологодская область, РСФСР, СССР) — мэр Череповца (2019—2025).

## Биография
Родился 18 апреля 1966 года в городе Череповце Вологодской области.
Женат, двое детей.

### Образование
В 1990 году окончил Вологодский политехнический институт по специальности «Автомобили и автомобильное хозяйство», квалификация «инженер-механик».
В 2000 году окончил Санкт-Петербургский государственный технический университет по специальности «Менеджмент», квалификация «экономист-менеджер».

### Карьера
- В 1990—2011 годах — мастер, механик, начальник цеха, заместитель начальника производства, заместитель директора производственно-технической дирекции ОАО «Северсталь»[4].
- В 2011—2019 годах — на руководящих (директорских) должностях в дочерних предприятиях ОАО «Северсталь»[4].
- С 1 ноября 2019 по 21 февраля 2025 года — мэр Череповца[4][5][6].

## Награды
- Медаль ордена «За заслуги перед Отечеством» II степени (15 февраля 2024 года) — за достигнутые трудовые успехи и многолетнюю добросовестную работу[7].

### Грамоты и благодарности
- 2001 — благодарственное письмо мэра Череповца.
- 2001 — почётная грамота губернатора Вологодской области;
- 2005 — почётная грамота губернатора Вологодской области;
- 2007 — почётная грамота Министерства промышленности и энергетики Российской Федерации;
- 2017 — благодарственное письмо мэра Череповца;
- 2017 — присвоено звание «Человек года» в сфере хозяйственно-экономической деятельности[уточнить];
- 2017 — объявлена благодарность Председателя Совета Федерации Федерального собрания Российской Федерации.